# Возвращённые
«Возвращённые» (англ. The Returned) — американский мистико-драматический телесериал, разработанный Карлтоном Кьюзом. Шоу является адаптацией французского сериала 2012 года «На зов скорби». Американский ремейк рассказывает о жителях маленького городка, жизнь которых переворачивается вверх дном, когда многие из их умерших много лет назад родственников и друзей таинственным образом возвращаются к жизни. Премьера сериала состоялась 9 марта 2015 года на телеканале A&E, а 15 июня 2015 года шоу было закрыто после одного сезона из-за низких рейтингов.

## В ролях

### Основной состав
- Кевин Алехандро — шериф Томми Солано
- Агнес Брукнер — заместитель шерифа Никки Бэнкс
- Индия Эннега — Камилла Уиншип
- Сандрин Холт — доктор Джули Хан
- Дилан Кингуэлл — Генри / Виктор
- Софи Лоу — Лена Уиншип
- Марк Пеллегрино — Джек Уиншип
- Джереми Систо — Питер Латтимор / Эндрю Барлетт
- Мат Ваиро — Саймон Моран
- Мэри Элизабет Уинстэд — Роуэн Блэкшоу
- Тэнди Райт — Клэр Уиншип

### Второстепенный состав
- Аарон Дуглас — Тони Дэрроу
- Терри Чен — заместитель шериф Марк Бао
- Дакота Гуппи — Хлоя Блэкшоу
- Кинан Трейси — Бен Лоури
- Карл Ламбли — пастор Леон Райт
- Лея Гибсон — Люси Маккейб
- Чела Хорсдэл — Крис
- Мишель Форбс — Хелен Годдард
- Рис Уорд — Адам Дэрроу
- Александр Калверт — Хантер
- Джакомо Бассато — заместитель шерифа Шейн Слейтер
- Ренн Хоуки — Пол Коретски

## Производство
В мае 2013 года было объявлено, что планируется снять англоязычную адаптацию французского телесериала 2012 года «На зов скорби»; разработкой занимались Пол Эббот и FremantleMedia, а шоу носило рабочее название «Они вернулись». В сентябре 2013 года стало известно, что Эббот выбыл из проекта, а дальнейшей разработкой шоу займётся телеканал A&E. В апреле 2014 года A&E заказал десять эпизодов первого сезона. 5 марта 2015 года было объявлено, что Netflix приобрёл права на показ шоу и собирается выпускать его онлайн еженедельно после премьеры на A&E.

## Отзывы критиков
Сериал «Возвращённые» получил в основном положительные отклики от критиков. На Rotten Tomatoes сериал держит 66 % «свежести» со средним рейтингом 7,6/10 на основе 29-ти рецензий. Критический консенсус сайта гласит: «Хотя шоу „Возвращённые“ остаётся в тени своего оригинала, американская версия сохранила достаточно фактора страха и драматических персонажей, чтобы удовлетворить поклонников жанра». На Metacritic сериал получил 67 баллов из ста на основе 24-х «в целом благоприятных» отзывов.